# Shaiban ibn Ahmad
Shayban ibn Ahmad ibn Tulun (arabe: شيبان ابن أحمد ابن طولون) était le cinquième et le dernier émir des Toulounides en Égypte (904-905).
Fils du fondateur de la dynastie, Ahmad ibn Touloun, il succéda à son neveu Haroun ibn Khumarawaih, tué lors d'une mutinerie en décembre 904 lors de l'invasion de l'Égypte par le califat abbasside. Après des années de mauvaise gestion, l'émirat était hors de portée - il fut contraint de se retirer avec son armée à Fostat où, le 10 janvier 905, il se rendit inconditionnellement au commandant des Abbassides, Mohammed ibn Suleyman al-Katib, mettant ainsi fin au régime des Toulounides.

## Sources
- Bianquis, Thierry (1998). "Autonomous Egypt from Ibn Ṭūlūn to Kāfūr, 868–969". In Petry, Carl F. (ed.). Cambridge History of Egypt, Volume One: Islamic Egypt, 640–1517. Cambridge: Cambridge University Press. pp. 86–119.  (ISBN 0-521-47137-0).